# Höri-Künstler
Die Höri-Künstler (auch Höri-Maler) waren eine Gruppe von bildenden Künstlern, die sich in den 1930er und 40er Jahren auf der Halbinsel Höri am Bodensee niederließen. Ihre bekanntesten Vertreter waren Erich Heckel und Otto Dix.

## Geschichte
Die Höri, der idyllische und abgelegene Landstrich am westlichen Bodensee zwischen Radolfzell und Stein am Rhein, zog schon zu Anfang des 20. Jahrhunderts Maler und Schriftsteller an. So ließ sich der damals schon international bekannte Schriftsteller Hermann Hesse 1904  in Gaienhofen nieder, wo er bis 1912 wohnte. Ihm folgte der Dichter Ludwig Finckh nach Gaienhofen. Maler- und Dichterfreunde von Hesse und Finckh nutzten immer wieder den Sommer für längere Aufenthalte auf der bäuerlichen Halbinsel im Untersee. 1907 kam der Dramatiker Ernst Bacmeister nach Wangen. Spätestens zu Beginn des Zweiten Weltkriegs zeigten sich die unterschiedlichen politischen Ausrichtungen der Künstler. Während Hermann Hesse schon früh den Nationalsozialismus kritisierte, positionierte sich Ludwig Finckh als völkischer Schriftsteller, der sich später zum Nationalsozialismus bekannte.

### Nach dem Ersten Weltkrieg
Als zweite Generation der Höri-Künstler, die sich nach dem Ersten Weltkrieg dort ansiedelten, sind die Maler Eugen Segewitz, Walter Waentig (1881–1962), Willi Münch-Khe (1885–1960), Hugo Boeschenstein und Wilhelm Müllerzell zu nennen.

### In der Zeit des Nationalsozialismus
Der Begriff „Höri-Maler“ oder „Höri-Künstler“ bezieht sich in der Regel auf die Künstlergeneration – meist Vertreter der Klassischen Moderne und des Rheinischen Expressionismus, die sich während und kurz nach dem Zweiten Weltkrieg im Gefolge von Macke, Walter Kaesbach und Otto Dix am Untersee ansiedelten. Die Höri bot durch ihre Abgeschiedenheit die Möglichkeit zur inneren Emigration.
Einen wesentlichen Anteil daran, dass die Höri nach 1933 für eine Reihe von Malern der Moderne zur Heimstatt und als „Malerwinkel“ berühmt wurde, hatte die reaktionär-bornierte Kulturpolitik der Nazis, die Künstler der Moderne diffamierte und mit Arbeitsverbot belegte. 1933 kam Helmuth Macke, ein Cousin des Blaue-Reiter-Malers August Macke, auf die Höri. Macke empfahl dem von den Nazis des Amtes enthobenen Leiter der Düsseldorfer Kunstakademie, Walter Kaesbach, an den See gegenüber dem Schweizer Ufer zu kommen. Im gleichen Jahr zog sich auch Otto Dix aus Dresden in die Nähe des Untersees, nach Randegg, zurück. 1936 bezog er mit seiner Familie sein neu gebautes Haus im Höri-Dorf Hemmenhofen (heute Museum Haus Dix). 1936 folgten Max Ackermann, 1944 Erich Heckel und der Bildhauer Hans Kindermann.
Kaesbach zog weitere Düsseldorfer Akademie-Absolventen an – 1942 Ferdinand Macketanz, 1943 Curth Georg Becker und Jean Paul Schmitz mit dessen Ehefrau, der Malerin Ilse Schmitz, die sich schon 1941 aus Berlin in die Nähe von Säckingen zurückgezogen hatten und nach mehreren Besuchen bei Dix und Kaesbach 1949 nach Wangen zogen.

### Nach dem Zweiten Weltkrieg
Wegen der zerstörten Städte blieben Kaesbach, Dix, Heckel, Macketanz, Erfurth und Kindermann nach dem Zweiten Weltkrieg weiter auf der Höri. Ebenfalls 1949 zog der Düsseldorfer Maler und Galerist Rudolf Stuckert nach Wangen. Auch die Malerin Gertraud Herzger von Harlessem kam in den 1940er Jahren an den See, nach der Entlassung aus Kriegsgefangenschaft 1946 folgte ihr Mann, der Maler Walter Herzger. Zuletzt fand die Malerin und Macketanz-Schülerin Rose Marie Stuckert-Schnorrenberg den Weg auf die Höri (1954). Diese Künstler bildeten die dritte – und bekannteste – Generation der Höri-Künstler. Als Mäzen für viele dieser Künstler und als Sammler ihrer Werke wurde Paul Weber (der „Apfel-Weber“) berühmt, dessen Tochter den Maler Matthias Goll heiratete. Der Bühler Hof wurde zum Zentrum für Künstlerfeste und intellektuellen Austausch.
Obwohl diese Künstler und ihre Familien sich kannten, sich gegenseitig besuchten und gelegentlich malten und zum großen Teil gemeinsame Wurzeln in Düsseldorfer Akademie unter Walter Kaesbach hatten, wurde die Höri nicht zu einer Künstlerkolonie. „Man soll ja kein Worpswede aus der Gegend machen, wir, die da unten wohnen, sind alle Einzelgänger“, sagte Ferdinand Macketanz.
In der Region entwickelte sich die benachbarte Industriestadt Singen am Hohentwiel mit großen Kunstausstellungen in den 1950er und 1960er Jahren zu einem wichtigen Forum der Moderne, wo die Höri-Künstler regelmäßig ausstellten.
Auch im 21. Jahrhundert ist die Höri nach wie vor Heimat vieler Maler und Bildhauer.

## Ausstellungen
- 2011: Städtische Kunstmuseum Singen[11]